# Тія (місто)
Тія (амх. ቲያ) — місто в центральній Ефіопії, яке знаходиться у зоні Гураге регіону Області Народностей Південної Ефіопії на південь від Аддіс-Абеби. Тут також розташована археологічна пам'ятка Тія, відома своїми унікальними стелами.

## Демографія
Згідно з даними Центрального статистичного агентства станом на 2005 рік, загальна кількість населення Тії становить 3363 особи, з яких 1615 чоловіків і 1748 жінок. Національний перепис населення 1994 року повідомив, що це місто мало загальну чисельність 1856 осіб, з яких 894 чоловіки та 962 жінки. Тія — одне з трьох міст вореді Соддо.

## Археологічна пам'ятка
Поруч із містом збереглися 36 доісторичних стел. Стели, ймовірно, були створені в 10 та 15 століттях. Інформація про тих, хто збудував мегаліти в Тії залишається невідомою. Вони схожі на стели в Аксумі, які також знаходяться в Ефіопії, але старші за них. Ці стели є археологічним об'єктом Всесвітньої спадщини з 1980 року.

## Зовнішні посилання
- Об'єкт Тія ЮНЕСКО